# Lijst van spelers van Bryne FK
Deze lijst omvat voetballers die bij de Noorse voetbalclub Bryne FK spelen of gespeeld hebben. De spelers zijn alfabetisch gerangschikt.

## A
- Paul Addo
- Andreas Andersen
- Asle Andersen
- Marcus Andreasson
- Ragnar Árnason

## B
- Ezekiel Bala
- Rógvi Baldvinsson
- Tommy Bergersen
- Göran Bergort
- Thomas Berntsen
- Lundrim Binaku
- Andreas Birkeland
- Marius Bjorheim
- Jan de Boer
- Bård Borgersen
- Allan Borgvardt
- Lars Gaute Bø
- Øyvind Braaten
- Andreas Malde Breimyr
- Henrik Breimyr
- Kris Bright

## C
- Adnan Causevic

## D
- André Danielsen

## E
- Efe Ehiorobo
- Svein Enersen
- Birk Engstrøm
- Gaute Engstrøm
- Anders Eriksson
- Knut Ertresvåg
- Esben Ertzeid
- Roger Eskeland
- Ronny Espedal

## F
- Diogo Fernandes
- Jonas Fjeldsbø
- Pål Fjeldstad
- Christer Fjellstad
- Magnus Flatestøl
- Caleb Francis

## G
- Pierre Gallo
- Christian Gauseth
- Johnny Gilje
- Kenneth Grande
- Bjørn Gulden
- Vetle Gulowsen

## H
- Jørn Hagen
- Adnan Haidar
- Alf-Inge Håland
- Karl Håland
- Cato Hansen
- Hugo Hansen
- Pål Håpnes
- Knut Henry Haraldsen
- Tom Haraldsen
- Tore Haugvaldstad
- Marius Helle
- Joakim Hellvik
- Nils Ove Hellvik
- Geir Herrem
- Geir Herrem
- Ole Herrem
- Ørjan Hopen
- Jonas Høidahl
- Jon Inge Høiland
- Tommy Høiland
- Gabriel Høyland
- Geir Høyland

## I
- Sezan Ismailovski
- Kjell Iversen
- Gojko Ivkovic

## J
- Quinton Jacobs
- Tom Jacobsen
- Eirik Jakobsen
- Jim Johansen
- Carlos Johnson

## K
- Ulf Karlsen
- Tor Kåven
- Aram Khalili
- Sabri Khattab
- Asgeir Kleppa
- Oddvar Kristensen
- Anders Kristiansen

## L
- Vegar Landro
- Sverre Larsen
- Marek Lemsalu
- Marius Lode
- Trygve Lunde

## M
- Jan Madsen
- Bonaventure Maruti
- Bernt Mæland
- Rune Medalen
- Børre Meinseth
- Simen Melhus
- Oddgeir Mellemstrand
- Aleksander Midtsian
- Thor Mikalsen
- Mons Ivar Mjelde
- Daniel Moen
- Ulf Moen
- Mats Moldskred
- Jarle Mong
- Kenneth Monsen
- Peter Mörk
- Torger Motland
- Tommy Møster
- Erik Mykland

## N
- Marius Nilsen
- Roger Nilsen
- Martin Norbye
- Stig Norheim
- Nuno Marques
- Jaakko Nyberg
- Kim Nyborg
- Per Egil Nygård

## O
- Mobi Okoli
- Rune Ottesen
- Paul Oyuga
- Arne-Larsen Økland

## P
- Leif Paulsen
- Dejan Pavlovic
- Henning Petersen
- Klaus Petersen
- Chris Pozniak

## R
- Kai Risholt
- Erlend Robertsen
- Chris Rodd
- Henning Romslo
- Odd Røgenes
- Henning Rugland

## S
- Håvard Sakariassen
- Leif Salte
- Baldur Sigurðsson
- Trond Sirevåg
- Oddbjørn Skartun
- Espen Sola
- Thomas Solberg
- Ragnvald Soma
- Rune Stakkeland
- Jarle Steinsland
- Håkon Stenersen
- Kai Stokkeland
- Jakop Storhaug
- Stefan Strandberg
- Sven Stray

## T
- Anders Thorsen
- Daniel Torres
- Trond Totland
- Ole Tunheim
- Jon Helge Tveita

## U
- Magnus Ueland
- Robert Undheim
- Håvard Urstad

## V
- Truls Vagle
- Ville Väisänen
- Sverre Vaule
- Viljar Vevatne
- Fredrik Vinningland

## W
- Krister Wemberg

Clubs: Aalesunds FK · Alta IF · SK Brann · Bryne FK ·  Fredrikstad FK · FK Haugesund · Hønefoss BK · Kongsvinger IL · Lillestrøm SK · FC Lyn Oslo · Molde FK · Moss FK · Odd Grenland · Rosenborg BK · Stabæk Fotball · IK Start · Strømsgodset IF · Tromsø IL · Vålerenga IF ·  Viking FK

Lijsten van voetballers van Noorse clubs: Aalesunds FK · Alta IF · SK Brann · Bryne FK · Fredrikstad FK · FK Haugesund · Hønefoss BK · Kongsvinger IL · Lillestrøm SK · FC Lyn Oslo · Molde FK · Moss FK · Odd Grenland · Rosenborg BK · Stabæk Fotball · IK Start · Strømsgodset IF · Tromsø IL · Vålerenga IF · Viking FK